# Díaz Ordaz, Baja California Sur
Díaz Ordaz är en ort i Mexiko.   Den ligger i kommunen Mulegé och delstaten Baja California Sur, i den västra delen av landet, 1 700 km nordväst om huvudstaden Mexico City. Díaz Ordaz ligger 69 meter över havet och antalet invånare är 969.
Terrängen runt Díaz Ordaz är platt.  Trakten runt Díaz Ordaz är nära nog obefolkad, med mindre än två invånare per kvadratkilometer. Närmaste större samhälle är Villa Alberto Andrés Alvarado Arámburo, 6,4 km öster om Díaz Ordaz. Omgivningarna runt Díaz Ordaz är i huvudsak ett öppet busklandskap.